# 云南开放大学
云南开放大学，原名云南广播电视大学，是中华人民共和国云南省昆明市的一所实施远程教育（广播、电视、网络）的大学。